# Pelalawan (plaats)
Pelalawan is een bestuurslaag in het regentschap Pelalawan van de provincie Riau, Indonesië. Pelalawan telt 3684 inwoners (volkstelling 2010).